# دي أغوستيني
دي أغوستينى أس.بي.آه (بالإيطالية: De Agostini)‏ هي الشركة القابضة لمجموعة دي أغوستيني، أُسِست كدار نشر لتصبح واحدة من أشهر دور النشر وأهمها في إيطاليا، وتعمل في حوالي ثلاثين دولة في العالم بثلاث عشرة لغة مختلفة، وتتراوح منشوراتها في مجالات مختلفة، ولكنها معروفة على وجه الخصوص بأعمالها الجغرافية، بعد ذلك أصبحت شركة متعددة الجنسيات تعمل أيضًا في قطاعات الألعاب وألعاب الفيديو والتلفزيون والإعلام.

## التاريخ
أسس الجغرافي جيوفاني دي أغوستيني -شقيق المستكشف ساليسيان ألبرتو ماريا- المعهد الجغرافي دي أغوستيني في روما في يونيو 1901، بعد ذلك بوقت قصير افتُتِح أول متجر دي أغوستينى بالقرب من نافورة تريفي. في عام 1908 نُقِل مقر المعهد الذي كان يقع في روما في نوفارا إلى روما. في النصف الأول من الستينيات نُقِل مقر المكاتب وورش العمل الرسومية إلى فيفيري في مبنى صممه إيتوري بوليتينو أريالدو دافيريو ؛ في وقت لاحق في النصف الثاني من السبعينيات أُنشئ مكتب ثانٍ مع مكاتب ومستودع آلي في فيجنال.
في ديسمبر 1919 تم الاستيلاء على الشركة بواسطة ماركو أدولفو بورولي وسيزار أنجيلو روسي. في هذه الأثناء في مارس 1919 دخل عالم الجغرافيا ورسام الخرائط لويجي فيسينتين إلى المعهد، والذي حل محله في اتجاه جيوفاني دي أغوستيني، ومن 1920 إلى 1958 كان المدير العلمي ومؤلف العديد من الأعمال بما في ذلك -مع ماريو باراتا- أطلس العالم الإيطالي الأول والأطلس الجغرافي العظيم الذي يعود تاريخه إلى عام 1922. في عام 1946 تم الاستيلاء على المعهد بالكامل من قبل عائلة بورولي.
في عام 1997 كلف الشركاء قيادة الشركة لماركو دراجو الذي ساهم بشكل كبير في العقد الماضي في تطوير المجموعة، تعد دي أغوستينى إديتوره حاليًا واحدة من أفضل دور النشر الإيطالية المعروفة والأكثر أهمية، وهي تعمل في حوالي 30 دولة في العالم بـ 13 لغة مختلفة. تتراوح منشوراتها في العديد من المجالات، ولكن على وجه الخصوص كان الموضوع الجغرافي محسوسًا بشدة، نظرًا لتأسيس المعهد الجغرافي الذي سبق ذكره باعتباره مقدمة لأعمال النشر اللاحقة لدار النشر. وتركز أنشطتها -التي تنظمها مجالات العمل- على تعزيز ونشر المعرفة والمعارف بجميع أشكالها. في ديسمبر 2012 اشترت ماريلينا فيراري قسم الأعمال الثمينة. في عام 1997 شاركت دي أغوستينى مع مستثمرين آخرين في خصخصة Seat Pagine Gialle، سمحت الصفقة -التي أنجزت في عام 2000- للمجموعة ببدء تعاون إستراتيجي مع Seat Pagine Gialle من خلال تطوير مبادرات مثل بوابة فيرجيل والتي ستظهر منها بعد بضع سنوات بمكاسب رأسمالية كبيرة.

## مجموعة دي أغوستيني إس.بي.آه
من خلال إستراتيجية التنويع والتدويل اللاحقة، قامت مجموعة دي أغوستينى بتوسيع أنشطتها تدريجياً من قطاع النشر التاريخي إلى القطاعات الأخرى:
- وسائل الإعلام والاتصالات : تشمل اهتمامات المجموعة في إنتاج المحتوى والبث وتوزيع المحتوى للتلفزيون والوسائط الجديدة والسينما. وتُعد بانيجي جروب شركة رائدة، من بين أكثرها ابتكارًا وإبداعًا في العالم في إنتاج وتوزيع محتوى عالي الجودة للتلفزيون ووسائل الإعلام الجديدة. بينما أتريسميديا هي مجموعة إذاعية وتليفزيونية إسبانية مدرجة في بورصة مدريد، وحصة إستراتيجية لها بالشراكة مع الشريك الإسباني بلانيتا كوربوريشن، وهي قائدة مشاركة لسوق التلفزيون الإسباني.
- الألعاب والخدمات : تُعد تكنولوجيا الألعاب الدولية (IGT) هي الشركة الرائدة في سوق الألعاب والخدمات المدرجة في بورصة نيويورك للأوراق المالية. تتمتع بمعرفة عالية لتطوير أنظمة ومنتجات الألعاب، وكذلك أنظمة لقبول الألعاب والرهان الرياضي من خلال توفير المحطات الطرفية وأنظمة الأجهزة والبرامج. كما تُعد أكبر لاعب في العالم في قطاع اليانصيب والألعاب والخدمات. أما لوتوماتيكا فهي جزء من مجموعة IGT وهي الشركة العاملة بامتياز التابعة للدولة الإيطالية لإدارة لوتو والألعاب العامة الأخرى.
- المالية: تقوم DeA Capital بالاستثمارات المباشرة في استثمارات الأسهم من خلال منطق الأسهم الخاصة، مع التركيز على قطاع الخدمات والاستثمارات "غير المباشرة"، أي في صناديق الأسهم الخاصة. تنشط DeA Capital أيضًا في إدارة الأصول البديلة.
- Geo4Map : تتعامل مع الجغرافيا ورسم الخرائط وهي شركة تم إنشاؤها في عام 2009 من قبل الموظفين الجغرافيين ورسم الخرائط في دي أغوستيني. اعتبارًا من 1 كانون الثاني (يناير) 2015 استحوذت على كامل فرع الأعمال الخرائطية والجغرافية لشركة دي أغوستيني إديتوره.